# Врбица (Аранђеловац)
Врбица је насеље у Србији у општини Аранђеловац у Шумадијском округу. Према попису из 2022. има 3224 становника (према попису из 2011. било је 3418 становника).
Овде се налази Окућница Илије Милошевића.

## Демографија
У насељу Врбица живи 2768 пунолетних становника, а просечна старост становништва износи 37,2 година (36,5 код мушкараца и 38,0 код жена). У насељу има 1008 домаћинстава, а просечан број чланова по домаћинству је 3,51.
Ово насеље је скоро у потпуности насељено Србима (према попису из 2002. године), а у последња три пописа, примећен је пораст у броју становника.
|  |

| Демографија | Демографија | Демографија |
| Година      | Становника  | Становника  |
| ----------- | ----------- | ----------- |
| 1948.       | 1.854       |             |
| 1953.       | 1.989       |             |
| 1961.       | 2.058       |             |
| 1971.       | 1.992       |             |
| 1981.       | 2.323       |             |
| 1991.       | 2.913       | 2.865       |
| 2002.       | 3.536       | 3.699       |
| 2011.       | 3.418       |             |
| 2022.       | 3.224       |             |

| Етнички састав према попису из 2002.‍ | Етнички састав према попису из 2002.‍ | Етнички састав према попису из 2002.‍ | Етнички састав према попису из 2002.‍ | Етнички састав према попису из 2002.‍ |
| ------------------------------------ | ------------------------------------ | ------------------------------------ | ------------------------------------ | ------------------------------------ |
|                                      |                                      |                                      |                                      |                                      |
| Срби                                 | Срби                                 |                                      | 3.444                                | 97,39%                               |
| Црногорци                            | Црногорци                            |                                      | 43                                   | 1,21%                                |
| Роми                                 | Роми                                 |                                      | 12                                   | 0,33%                                |
| Хрвати                               | Хрвати                               |                                      | 4                                    | 0,11%                                |
| Македонци                            | Македонци                            |                                      | 2                                    | 0,05%                                |
| Југословени                          | Југословени                          |                                      | 2                                    | 0,05%                                |
| Словенци                             | Словенци                             |                                      | 1                                    | 0,02%                                |
| Словаци                              | Словаци                              |                                      | 1                                    | 0,02%                                |
| Муслимани                            | Муслимани                            |                                      | 1                                    | 0,02%                                |
| непознато                            | непознато                            |                                      | 21                                   | 0,59%                                |

| Година пописа     | 1948. | 1953. | 1961. | 1971. | 1981. | 1991. | 2002. |
| ----------------- | ----- | ----- | ----- | ----- | ----- | ----- | ----- |
| Број домаћинстава | 401   | 438   | 507   | 533   | 645   | 802   | 1.008 |

| Број чланова      | 1   | 2   | 3   | 4   | 5   | 6  | 7  | 8 | 9 | 10 и више | Просек |
| ----------------- | --- | --- | --- | --- | --- | -- | -- | - | - | --------- | ------ |
| Број домаћинстава | 122 | 193 | 176 | 250 | 150 | 84 | 24 | 5 | 3 | 1         | 3,51   |

| Пол    | Укупно | Неожењен/Неудата | Ожењен/Удата | Удовац/Удовица | Разведен/Разведена | Непознато |
| ------ | ------ | ---------------- | ------------ | -------------- | ------------------ | --------- |
| Мушки  | 1.449  | 423              | 917          | 54             | 42                 | 13        |
| Женски | 1.473  | 304              | 937          | 175            | 42                 | 15        |
| УКУПНО | 2.922  | 727              | 1.854        | 229            | 84                 | 28        |

| Пол    | Укупно                    | Пољопривреда, лов и шумарство | Рибарство                            | Вађење руде и камена | Прерађивачка индустрија       |
| ------ | ------------------------- | ----------------------------- | ------------------------------------ | -------------------- | ----------------------------- |
| Мушки  | 747                       | 51                            | 0                                    | 79                   | 270                           |
| Женски | 551                       | 52                            | 0                                    | 17                   | 209                           |
| УКУПНО | 1.298                     | 103                           | 0                                    | 96                   | 479                           |
| Пол    | Производња и снабдевање   | Грађевинарство                | Трговина                             | Хотели и ресторани   | Саобраћај, складиштење и везе |
| Мушки  | 21                        | 51                            | 88                                   | 17                   | 47                            |
| Женски | 6                         | 8                             | 83                                   | 43                   | 6                             |
| УКУПНО | 27                        | 59                            | 171                                  | 60                   | 53                            |
| Пол    | Финансијско посредовање   | Некретнине                    | Државна управа и одбрана             | Образовање           | Здравствени и социјални рад   |
| Мушки  | 1                         | 9                             | 20                                   | 14                   | 20                            |
| Женски | 3                         | 7                             | 13                                   | 23                   | 52                            |
| УКУПНО | 4                         | 16                            | 33                                   | 37                   | 72                            |
| Пол    | Остале услужне активности | Приватна домаћинства          | Екстериторијалне организације и тела | Непознато            | Непознато                     |
| Мушки  | 7                         | 0                             | 0                                    | 52                   | 52                            |
| Женски | 7                         | 0                             | 0                                    | 22                   | 22                            |
| УКУПНО | 14                        | 0                             | 0                                    | 74                   | 74                            |

## Знамените личности
- Димитрије Филиповић (1818? — после 1932), наводно први мушки суперстогодишњак у 20. веку.